# NGC 2480
NGC 2480 je galaksija u zviježđu Blizancima.

## Vanjske poveznice
- SEDS: NGC 2480